# Tara Bai
Maharani Shrimant Akhand Soubhagyavati Tara Bai Raje Sahiba, död okänt år, var en indisk regent. 
Hon var regent i den indiska furstestaten Gwalior för sin minderåriga adoptivson Maharaja Jayaji Rao Scindia mellan 1843 och 1844. 